# Nemacladus glanduliferus
Nemacladus glanduliferus là loài thực vật có hoa trong họ Hoa chuông. Loài này được Jeps. mô tả khoa học đầu tiên năm 1925.